# Midden-Eierland

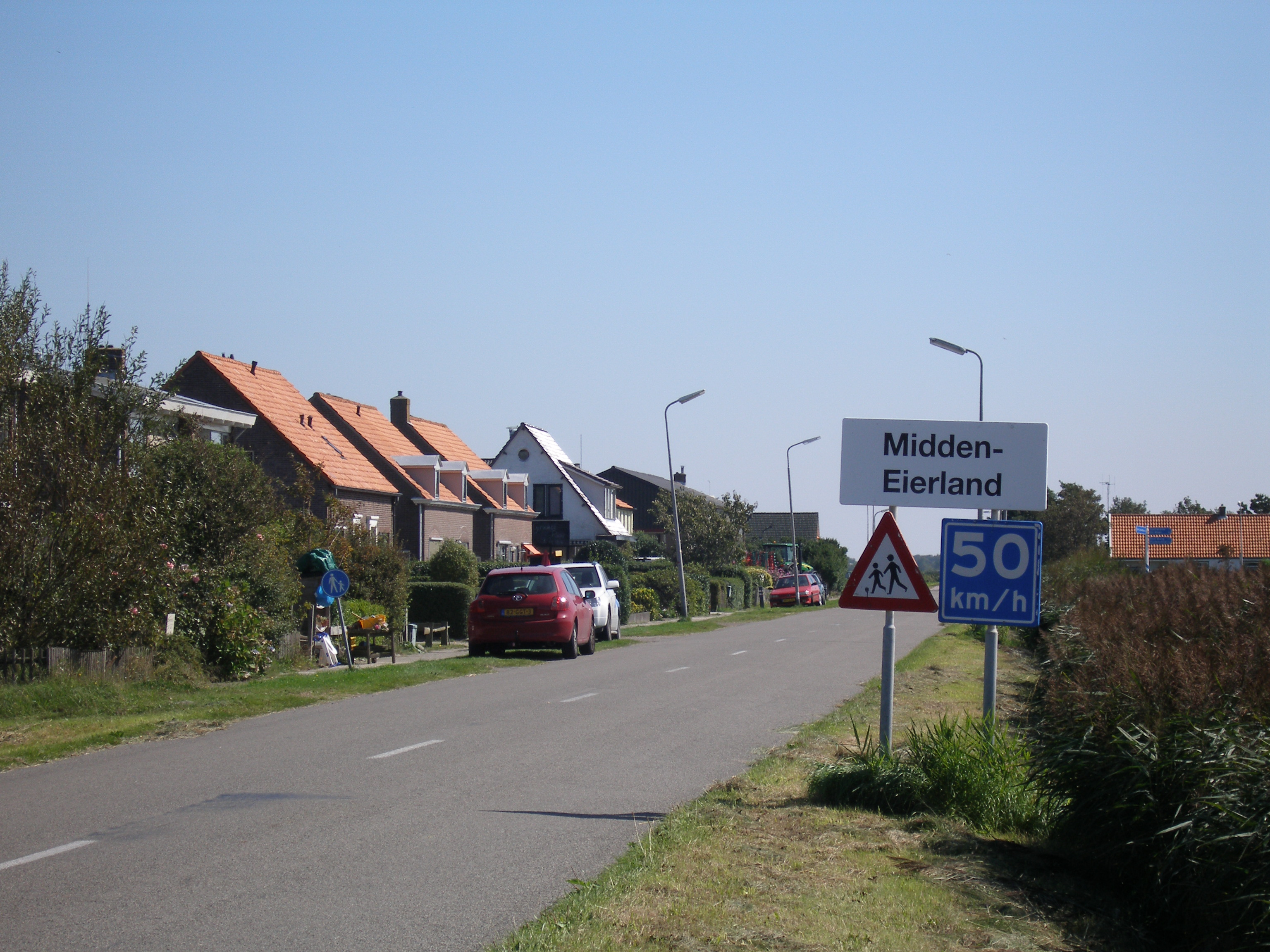
Ortseingang von Midden-Eierland

Midden-Eierland ist ein Dorf auf der westfriesischen Insel Texel. Es gehört mit Zuid-Eierland zum Ort De Cocksdorp. 

## Geografie
Der nächstgelegene, größere Ort De Cocksdorp befindet sich rund 3 Kilometer nördlich, der Hauptort Den Burg ist über eine Strecke von ungefähr 12 Kilometern zu erreichen. Midden-Eierland liegt ebenso wie Zuid-Eierland und De Cocksdorp auf dem Polder Eierland. 